# Isaac de Benserade
Isaac de Benserade (pokřtěn 15. října 1612, Lyons-la-Forêt – 19. října 1691, Gentilly) byl francouzský barokní básník, libretista a dramatik. Je znám pro své libreto pro Ballet de la Nuit.
Byl členem francouzské akademie.

## Život

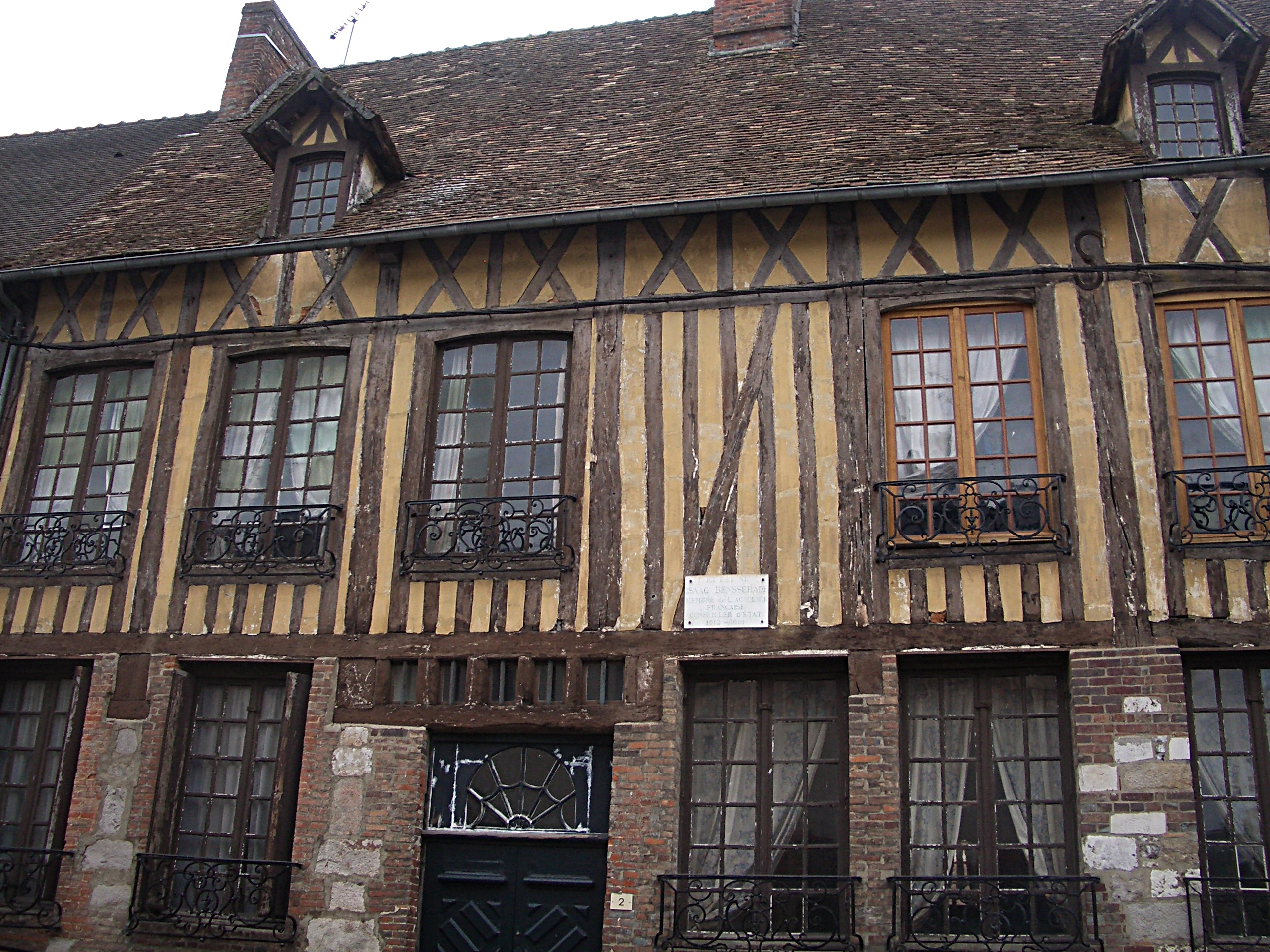
Rodný dům de Benseradea v Lyons-la-Forêt

## Dílo
- Cléopâtre (1636)
- La Mort d’Achille et la Dispute de ses armes (1637)
- Gustaphe ou l’Heureuse Ambition (1637)
- Iphis et Iante (1637)
- Méléagre (1640)
- Ballet de Cassandre (1647)
- Le Sonnet de Job (1648)
- Ballet des Fêtes de Bacchus (1651)
- Ballet de la Nuit (1653)
- Ballet des Proverbes (1654)
- Ballet des Noces de Pélée et de Thétis (1654)
- Ballet du Temps (1654)
- Ballet des Plaisirs (1655)
- Grand Ballet des Bienvenus (1655)
- Ballet de Psyché (1656)
- Ballet de l’Amour malade (1657
- Ballet royal d’Alcidiane (1658)
- Ballet de la Raillerie (1659)
- Ballet royal de l’Impatience (1661)
- Ballet des Saisons (1661)
- Ballet des Arts (1663)
- Ballet des Amours déguisés (1664)
- Les Plaisirs de l'île enchantée (1664)
- Ballet royal de la Naissance de Vénus (1665)
- Ballet des Muses (1666)
- Ballet royal de Flore (1669)
- Métamorphoses d’Ovide en rondeaux (1676
- Fables d’Ésope en quatrains (1678)
- Ballet du Triomphe de l’Amour (1681)
- Stances